# Linje S1 (Pekings tunnelbana)
Linje S1 (S1线; S Yī xiàn) eller Mentougoulinjen (门头沟线; Méntóugōu xiàn) är en linje i Pekings tunnelbana. Linje S1 trafikerar Mentougoudistriktet i öst- västlig riktning. Linje S1 är Pekings första maglevtåg, och även Kinas första medium- till låghastihets-maglevtåg med en hastighet på 100 km/h.
Första fasen av Linje S1 är sträckningen från Shichang till Pingguoyuan som är 10,24 km lång. Sträckningen från Shichang till Jin'an Qiao togs i drift 30 december 2017 .
Linje S1 och dess tåg byggdes av China CNR och har kapacitet på 1 302 passagerare.

## Lista över stationer
Från väster mot öster:

### Fas I
- Shichang
- Xiaoyuan
- Beijing Municipal Bureau of Mine
- Shang’ancun
- Shilonglu
- Sidaoqiao
- Jin’anqiao
- Pingguoyuan (苹果园) (byte till      Linje 1)

### Fas II
- Pingguoyuannanlu[2]
- Xihuangcun[2]
- Liaogongzhuang[2]
- Tiancun[2]
- Haidian Wuluju (海淀五路居) (byte till      Linje 6)